# Grand Prix mondial de volley-ball 2008
Navigation
Grand Prix 2007 Grand Prix 2009
Le Grand Prix mondial de volley-ball 2008 est une compétition de volley-ball féminin comprenant 12 nations qui se déroule du 20 juin au 13 juillet 2008. La finale se déroulera à la Yokohama Arena (Yokohama, Japon). Cuba, le Brésil, la République Dominicaine et les États-Unis se sont qualifiés lors du tournoi de volley-ball aux Jeux Panaméricains 2007 à Colima (Mexique). L'Allemagne, la Turquie, l'Italie et la Pologne se sont qualifiés lors du tournoi de qualifiquation européen d'Ankara (Turquie). La Chine, le Japon, la Thaïlande et le Kazakhstan sont les équipes qualifiées d'Asie.

## Équipes participantes
| Europe                           | Amérique                                      | Asie                             |
| -------------------------------- | --------------------------------------------- | -------------------------------- |
| Allemagne Italie Pologne Turquie | Brésil Cuba République dominicaine États-Unis | Chine Japon Kazakhstan Thaïlande |

## Tournois Préliminaires

### Premier week-end
| Groupe A                                        | Groupe B                                       | Groupe C                                                  |
| ----------------------------------------------- | ---------------------------------------------- | --------------------------------------------------------- |
| Site : Kōbe Japon États-Unis Turquie Kazakhstan | Site : Ningbo Chine Brésil Allemagne Thaïlande | Site : Alassio Italie Cuba Pologne République dominicaine |

#### Groupe A (Kōbe, Green Arena)
| No | Date     | Match                   | Résultat | Sets  | Sets  | Sets  | Sets  | Sets  | Points | Points |
| No | Date     | Match                   | Résultat | 1     | 2     | 3     | 4     | 5     | Pour   | Contre |
| -- | -------- | ----------------------- | -------- | ----- | ----- | ----- | ----- | ----- | ------ | ------ |
| 1  | 20-06-08 | Turquie - États-Unis    | 3 - 1    | 28-26 | 25-16 | 21-25 | 25-19 |       | 99     | 86     |
| 2  | 20-06-08 | Japon - Kazakhstan      | 3 - 0    | 25-17 | 25-13 | 25-23 |       |       | 75     | 53     |
| 3  | 21-06-08 | Kazakhstan - États-Unis | 0 - 3    | 16-25 | 17-25 | 18-25 |       |       | 51     | 75     |
| 4  | 21-06-08 | Japon - Turquie         | 3 - 2    | 21-25 | 25-16 | 17-25 | 25-19 | 15-12 | 103    | 97     |
| 5  | 22-06-08 | Kazakhstan - Turquie    | 0 - 3    | 17-25 | 24-26 | 15-25 |       |       | 56     | 76     |
| 6  | 22-06-08 | Japon - États-Unis      | 2 - 3    | 29-27 | 18-25 | 25-18 | 16-25 | 13-15 | 101    | 110    |

| Rang | Équipe     | Point | J | G | P | PP  | PC  | Ratio  | SP | SC | Ratio |
| ---- | ---------- | ----- | - | - | - | --- | --- | ------ | -- | -- | ----- |
| 1    | Turquie    | 5     | 3 | 2 | 1 | 272 | 245 | 1,110  | 8  | 4  | 2,000 |
| 2    | États-Unis | 5     | 3 | 2 | 1 | 271 | 251 | 1,1080 | 7  | 5  | 1,400 |
| 3    | Japon      | 5     | 3 | 2 | 1 | 279 | 260 | 1,073  | 8  | 5  | 1,600 |
| 4    | Kazakhstan | 3     | 3 | 0 | 3 | 160 | 226 | 0,708  | 0  | 9  | 0,000 |

#### Groupe B (Ningbo, Beilun Sports Centre)
| No | Date     | Match                 | Résultat | Sets  | Sets  | Sets  | Sets  | Sets  | Points | Points |
| No | Date     | Match                 | Résultat | 1     | 2     | 3     | 4     | 5     | Pour   | Contre |
| -- | -------- | --------------------- | -------- | ----- | ----- | ----- | ----- | ----- | ------ | ------ |
| 7  | 20-06-08 | Brésil - Thaïlande    | 3 - 0    | 25-22 | 25-18 | 25-20 |       |       | 75     | 60     |
| 8  | 20-06-08 | Chine - Allemagne     | 3 - 1    | 19-25 | 25-19 | 25-11 | 25-21 |       | 94     | 76     |
| 9  | 21-06-08 | Chine - Thaïlande     | 3 - 0    | 25-11 | 25-16 | 25-19 |       |       | 75     | 46     |
| 10 | 21-06-08 | Allemagne - Brésil    | 1 - 3    | 25-15 | 23-25 | 20-25 | 28-30 |       | 96     | 95     |
| 11 | 22-06-08 | Allemagne - Thaïlande | 3 - 1    | 19-25 | 25-18 | 25-21 | 25-22 |       | 94     | 86     |
| 12 | 22-06-08 | Chine - Brésil        | 3 - 2    | 22-25 | 26-24 | 22-25 | 25-22 | 15-13 | 110    | 109    |

| Rang | Équipe    | Point | J | G | P | PP  | PC  | Ratio | SP | SC | Ratio |
| ---- | --------- | ----- | - | - | - | --- | --- | ----- | -- | -- | ----- |
| 1    | Chine     | 6     | 3 | 3 | 0 | 279 | 231 | 1,208 | 9  | 3  | 3,000 |
| 2    | Brésil    | 5     | 3 | 2 | 1 | 279 | 266 | 1,049 | 8  | 4  | 2,000 |
| 3    | Allemagne | 4     | 3 | 1 | 2 | 266 | 275 | 0,967 | 5  | 7  | 0,714 |
| 4    | Thaïlande | 3     | 3 | 0 | 3 | 192 | 244 | 0,787 | 1  | 9  | 0,111 |

#### Groupe C (Alassio, Palaravizza)
| No | Date     | Match                            | Résultat | Sets  | Sets  | Sets  | Sets  | Sets  | Points | Points |
| No | Date     | Match                            | Résultat | 1     | 2     | 3     | 4     | 5     | Pour   | Contre |
| -- | -------- | -------------------------------- | -------- | ----- | ----- | ----- | ----- | ----- | ------ | ------ |
| 13 | 20-06-08 | Cuba - Pologne                   | 3 - 1    | 25-20 | 29-31 | 25-21 | 26-24 |       | 105    | 96     |
| 14 | 20-06-08 | Italie - République dominicaine  | 3 - 1    | 19-25 | 25-19 | 25-17 | 25-15 |       | 94     | 76     |
| 15 | 21-06-08 | République dominicaine - Cuba    | 0 - 3    | 22-25 | 15-25 | 19-25 |       |       | 75     | 56     |
| 16 | 21-06-08 | Italie - Pologne                 | 3 - 1    | 25-17 | 25-22 | 23-25 | 25-16 |       | 98     | 80     |
| 17 | 22-06-08 | Pologne - République dominicaine | 2 - 3    | 21-25 | 25-23 | 25-19 | 23-25 | 11-15 | 105    | 107    |
| 18 | 22-06-08 | Italie - Cuba                    | 3 - 0    | 25-23 | 27-25 | 27-25 |       |       | 79     | 73     |

| Rang | Équipe                 | Point | J | G | P | PP  | PC  | Ratio | SP | SC | Ratio |
| ---- | ---------------------- | ----- | - | - | - | --- | --- | ----- | -- | -- | ----- |
| 1    | Italie                 | 6     | 3 | 3 | 0 | 271 | 229 | 1,183 | 9  | 2  | 4,500 |
| 2    | Cuba                   | 5     | 3 | 2 | 1 | 253 | 231 | 1,095 | 6  | 4  | 1,500 |
| 3    | République dominicaine | 5     | 3 | 1 | 2 | 239 | 274 | 0,872 | 4  | 8  | 0,500 |
| 4    | Pologne                | 3     | 3 | 0 | 3 | 281 | 310 | 0,906 | 4  | 9  | 0,444 |

### Second week-end
| Groupe D                                             | Groupe E                                                           | Groupe F                                 |
| ---------------------------------------------------- | ------------------------------------------------------------------ | ---------------------------------------- |
| Site : Vĩnh Phúc Brésil Turquie Kazakhstan Allemagne | Site : Wrocław Pologne États-Unis République dominicaine Thaïlande | Site : Hong Kong Italie Chine Japon Cuba |

#### Groupe D (Vĩnh Phúc, Vĩnh Phúc Hall)
| No | Date     | Match                  | Résultat | Sets  | Sets  | Sets  | Sets  | Sets | Points | Points |
| No | Date     | Match                  | Résultat | 1     | 2     | 3     | 4     | 5    | Pour   | Contre |
| -- | -------- | ---------------------- | -------- | ----- | ----- | ----- | ----- | ---- | ------ | ------ |
| 19 | 27-06-08 | Brésil - Kazakhstan    | 3-0      | 25-10 | 25-17 | 25-19 |       |      | 75     | 46     |
| 20 | 27-06-08 | Turquie - Allemagne    | 3-1      | 25-21 | 25-22 | 25-27 | 25-18 |      | 100    | 88     |
| 21 | 28-06-08 | Kazakhstan - Allemagne | 0-3      | 17-25 | 19-25 | 21-25 |       |      | 57     | 75     |
| 22 | 28-06-08 | Brésil - Turquie       | 3-0      | 25-23 | 25-19 | 25-15 |       |      | 75     | 57     |
| 23 | 29-06-08 | Allemagne - Brésil     | 0-3      | 15-25 | 25-27 | 16-25 |       |      | 56     | 77     |
| 24 | 29-06-08 | Turquie - Kazakhstan   | 3-0      | 25-16 | 25-20 | 25-17 |       |      | 75     | 53     |

| Rang | Équipe     | Point | J | G | P | PP  | PC  | Ratio | SP | SC | Ratio |
| ---- | ---------- | ----- | - | - | - | --- | --- | ----- | -- | -- | ----- |
| 1    | Brésil     | 6     | 3 | 3 | 0 | 227 | 159 | 1,428 | 9  | 0  | MAX.  |
| 2    | Turquie    | 5     | 3 | 2 | 1 | 232 | 216 | 1,074 | 6  | 4  | 1,500 |
| 3    | Allemagne  | 4     | 3 | 1 | 2 | 219 | 234 | 0,936 | 4  | 6  | 0,667 |
| 4    | Kazakhstan | 3     | 3 | 0 | 3 | 156 | 225 | 0,693 | 0  | 9  | 0,000 |

#### Groupe E (Wrocław, Centennial Hall)
| No | Date     | Match                               | Résultat | Sets  | Sets  | Sets  | Sets  | Sets | Points | Points |
| No | Date     | Match                               | Résultat | 1     | 2     | 3     | 4     | 5    | Pour   | Contre |
| -- | -------- | ----------------------------------- | -------- | ----- | ----- | ----- | ----- | ---- | ------ | ------ |
| 25 | 27-06-08 | Pologne - République dominicaine    | 1-3      | 22-25 | 25-19 | 17-25 | 20-25 |      | 84     | 94     |
| 26 | 27-06-08 | Thaïlande - États-Unis              | 1-3      | 18-25 | 17-25 | 28-26 | 13-25 |      | 76     | 101    |
| 27 | 28-06-08 | Pologne - Thaïlande                 | 2-3      | 25-19 | 21-25 | 25-18 | 23-25 | 4-15 | 98     | 102    |
| 28 | 28-06-08 | États-Unis - République dominicaine | 3-0      | 25-13 | 25-21 | 25-20 |       |      | 75     | 54     |
| 29 | 29-06-08 | Pologne - États-Unis                | 0-3      | 17-25 | 16-25 | 20-25 |       |      | 53     | 75     |
| 30 | 29-06-08 | République dominicaine - Thaïlande  | 3-1      | 25-19 | 24-26 | 25-21 | 25-22 |      | 99     | 88     |

| Rang | Équipe                 | Point | J | G | P | PP  | PC  | Ratio | SP | SC | Ratio |
| ---- | ---------------------- | ----- | - | - | - | --- | --- | ----- | -- | -- | ----- |
| 1    | États-Unis             | 6     | 3 | 3 | 0 | 251 | 183 | 1,372 | 9  | 1  | 9,000 |
| 2    | République dominicaine | 5     | 3 | 2 | 1 | 247 | 247 | 1,000 | 6  | 5  | 1,200 |
| 3    | Thaïlande              | 4     | 3 | 1 | 2 | 266 | 298 | 0,893 | 5  | 8  | 0,625 |
| 4    | Pologne                | 3     | 3 | 0 | 3 | 235 | 271 | 0,867 | 3  | 9  | 0,333 |

#### Groupe F (Hong Kong, Hong Kong Coliseum)
| No | Date     | Match          | Résultat | Sets  | Sets  | Sets  | Sets  | Sets  | Points | Points |
| No | Date     | Match          | Résultat | 1     | 2     | 3     | 4     | 5     | Pour   | Contre |
| -- | -------- | -------------- | -------- | ----- | ----- | ----- | ----- | ----- | ------ | ------ |
| 31 | 27-06-08 | Italie - Japon | 3-0      | 25-17 | 25-20 | 25-22 |       |       | 75     | 59     |
| 32 | 27-06-08 | Chine - Cuba   | 3-2      | 25-18 | 25-27 | 21-25 | 25-21 | 15-13 | 111    | 104    |
| 33 | 28-06-08 | Cuba - Italie  | 2-3      | 25-21 | 19-25 | 25-19 | 20-25 | 13-15 | 102    | 105    |
| 34 | 28-06-08 | Chine - Japon  | 3-0      | 25-16 | 29-27 | 25-22 |       |       | 79     | 65     |
| 35 | 29-06-08 | Japon - Cuba   | 1-3      | 25-22 | 21-25 | 19-25 | 16-25 |       | 81     | 97     |
| 36 | 29-06-08 | Chine - Italie | 3-2      | 18-25 | 25-20 | 21-25 | 27-25 | 15-8  | 106    | 103    |

| Rang | Équipe | Point | J | G | P | PP  | PC  | Ratio | SP | SC | Ratio |
| ---- | ------ | ----- | - | - | - | --- | --- | ----- | -- | -- | ----- |
| 1    | Chine  | 6     | 3 | 3 | 0 | 296 | 272 | 1,088 | 9  | 4  | 2,250 |
| 2    | Italie | 5     | 3 | 2 | 1 | 283 | 267 | 1,060 | 8  | 5  | 1,600 |
| 3    | Cuba   | 4     | 3 | 1 | 2 | 303 | 297 | 1,020 | 7  | 7  | 1,000 |
| 4    | Japon  | 3     | 3 | 0 | 3 | 205 | 251 | 0,817 | 1  | 9  | 0,111 |

### Troisième week-end
| Groupe G                                           | Groupe H                                        | Groupe I                                               |
| -------------------------------------------------- | ----------------------------------------------- | ------------------------------------------------------ |
| Site : Bangkok Thaïlande Cuba Kazakhstan Allemagne | Site : Taipei Italie États-Unis Turquie Pologne | Site : Macao Chine Brésil Japon République dominicaine |

#### Groupe G (Bangkok, Huamark Stadium)
| No | Date     | Match                  | Résultat | Sets  | Sets  | Sets  | Sets  | Sets  | Points | Points |
| No | Date     | Match                  | Résultat | 1     | 2     | 3     | 4     | 5     | Pour   | Contre |
| -- | -------- | ---------------------- | -------- | ----- | ----- | ----- | ----- | ----- | ------ | ------ |
| 37 | 04-07-08 | Thaïlande - Kazakhstan | 2-3      | 19-25 | 19-25 | 25-19 | 25-17 | 14-16 | 102    | 102    |
| 38 | 04-07-08 | Cuba - Allemagne       | 3-1      | 23-25 | 25-21 | 25-8  | 25-21 |       | 98     | 75     |
| 39 | 05-07-08 | Allemagne - Thaïlande  | 3-0      | 25-18 | 25-15 | 25-16 |       |       | 75     | 49     |
| 40 | 05-07-08 | Kazakhstan - Cuba      | 2-3      | 25-22 | 19-25 | 21-25 | 16-25 |       | 81     | 97     |
| 41 | 06-07-08 | Thaïlande - Cuba       | 2-3      | 20-25 | 22-25 | 25-23 | 25-17 | 9-15  | 101    | 105    |
| 42 | 06-07-08 | Allemagne - Kazakhstan | 3-0      | 25-15 | 25-19 | 25-19 |       |       | 75     | 53     |

| Rang | Équipe     | Point | J | G | P | PP  | PC  | Ratio | SP | SC | Ratio |
| ---- | ---------- | ----- | - | - | - | --- | --- | ----- | -- | -- | ----- |
| 1    | Cuba       | 6     | 3 | 3 | 0 | 300 | 257 | 1.167 | 9  | 4  | 2.250 |
| 2    | Allemagne  | 5     | 3 | 2 | 1 | 225 | 200 | 1.125 | 7  | 3  | 2.333 |
| 3    | Kazakhstan | 4     | 3 | 1 | 2 | 236 | 274 | 0.861 | 4  | 8  | 0.500 |
| 4    | Thaïlande  | 3     | 3 | 0 | 3 | 252 | 282 | 0.894 | 4  | 9  | 0.444 |

#### Groupe H (Taipei, Hsinchuang Gym)
| No | Date     | Match                | Résultat | Sets  | Sets  | Sets  | Sets  | Sets  | Points | Points |
| No | Date     | Match                | Résultat | 1     | 2     | 3     | 4     | 5     | Pour   | Contre |
| -- | -------- | -------------------- | -------- | ----- | ----- | ----- | ----- | ----- | ------ | ------ |
| 43 | 04-07-08 | États-Unis - Pologne | 3-1      | 20-25 | 25-23 | 25-19 | 25-10 |       | 95     | 77     |
| 44 | 04-07-08 | Italie - Turquie     | 3-1      | 25-20 | 21-25 | 30-28 | 25-23 |       | 101    | 96     |
| 45 | 05-07-08 | États-Unis - Turquie | 3-1      | 25-16 | 25-20 | 20-25 | 25-17 |       | 95     | 78     |
| 46 | 05-07-08 | Italie - Pologne     | 3-2      | 23-25 | 23-25 | 25-20 | 25-14 | 18-16 | 114    | 100    |
| 47 | 06-07-08 | Pologne - Turquie    | 3-0      | 25-21 | 25-22 | 25-22 |       |       | 75     | 65     |
| 48 | 06-07-08 | Italie - États-Unis  | 3-0      | 25-22 | 25-21 | 25-16 |       |       | 75     | 59     |

| Rang | Équipe     | Point | J | G | P | PP  | PC  | Ratio | SP | SC | Ratio |
| ---- | ---------- | ----- | - | - | - | --- | --- | ----- | -- | -- | ----- |
| 1    | Italie     | 6     | 3 | 3 | 0 | 290 | 255 | 1.137 | 9  | 3  | 3.000 |
| 2    | États-Unis | 5     | 3 | 2 | 1 | 249 | 230 | 1.083 | 6  | 5  | 1.200 |
| 3    | Pologne    | 4     | 3 | 1 | 2 | 252 | 274 | 0.920 | 6  | 6  | 1.000 |
| 4    | Turquie    | 3     | 3 | 0 | 3 | 239 | 271 | 0.882 | 2  | 9  | 0.222 |

#### Groupe I (Macao, Tap Seac Multisport Pavilion)
| No | Date     | Match                           | Résultat | Sets  | Sets  | Sets  | Sets  | Sets | Points | Points |
| No | Date     | Match                           | Résultat | 1     | 2     | 3     | 4     | 5    | Pour   | Contre |
| -- | -------- | ------------------------------- | -------- | ----- | ----- | ----- | ----- | ---- | ------ | ------ |
| 49 | 04-07-08 | Brésil - République dominicaine | 3-2      | 23-25 | 22-25 | 25-22 | 25-23 | 15-9 | 110    | 104    |
| 50 | 04-07-08 | Chine - Japon                   | 3-0      | 25-16 | 25-19 | 25-15 |       |      | 75     | 50     |
| 51 | 05-07-08 | Brésil - Japon                  | 3-0      | 25-16 | 25-21 | 25-15 |       |      | 75     | 52     |
| 52 | 05-07-08 | Chine - République dominicaine  | 3-0      | 25-16 | 25-22 | 25-21 |       |      | 75     | 59     |
| 53 | 06-07-08 | République dominicaine - Japon  | 3-0      | 26-24 | 25-13 | 25-18 |       |      | 76     | 55     |
| 54 | 06-07-08 | Chine - Brésil                  | 0-3      | 21-25 | 17-25 | 20-25 |       |      | 58     | 75     |

| Rang | Équipe                 | Point | J | G | P | PP  | PC  | Ratio | SP | SC | Ratio |
| ---- | ---------------------- | ----- | - | - | - | --- | --- | ----- | -- | -- | ----- |
| 1    | Brésil                 | 6     | 3 | 3 | 0 | 260 | 214 | 1.215 | 9  | 2  | 4.500 |
| 2    | Chine                  | 5     | 3 | 2 | 1 | 208 | 184 | 1.130 | 6  | 3  | 2.000 |
| 3    | République dominicaine | 4     | 3 | 1 | 2 | 239 | 240 | 0.996 | 5  | 6  | 0.833 |
| 4    | Japon                  | 3     | 3 | 0 | 3 | 157 | 226 | 0.695 | 0  | 9  | 0.000 |

## Classement tour préliminaire
| No  | Équipe                 | Points | Matches | Matches | Points | Points | Points | Sets | Sets   | Sets  |
| No  | Équipe                 | Points | gagnés  | perdus  | pour   | contre | Ratio  | pour | contre | Ratio |
| --- | ---------------------- | ------ | ------- | ------- | ------ | ------ | ------ | ---- | ------ | ----- |
| 1.  | Brésil                 | 17     | 8       | 1       | 766    | 639    | 1.199  | 26   | 6      | 4.333 |
| 2.  | Chine                  | 17     | 8       | 1       | 783    | 687    | 1.140  | 24   | 10     | 2.400 |
| 3.  | Italie                 | 17     | 8       | 1       | 844    | 751    | 1.124  | 26   | 10     | 2.600 |
| 4.  | États-Unis             | 16     | 7       | 2       | 771    | 664    | 1.161  | 22   | 11     | 2.000 |
| 5.  | Cuba                   | 15     | 6       | 3       | 856    | 785    | 1.090  | 22   | 15     | 1.467 |
| 6.  | Turquie                | 13     | 4       | 5       | 743    | 732    | 1.015  | 16   | 17     | 0.941 |
| 7.  | Allemagne              | 13     | 4       | 5       | 710    | 709    | 1.001  | 16   | 16     | 1.000 |
| 8.  | République dominicaine | 13     | 4       | 5       | 725    | 761    | 0.953  | 15   | 19     | 0.789 |
| 9.  | Japon                  | 11     | 2       | 7       | 641    | 737    | 0.870  | 9    | 23     | 0.391 |
| 10. | Pologne                | 10     | 1       | 8       | 768    | 855    | 0.898  | 13   | 24     | 0.542 |
| 11. | Thaïlande              | 10     | 1       | 8       | 710    | 824    | 0.862  | 10   | 26     | 0.385 |
| 12. | Kazakhstan             | 10     | 1       | 8       | 552    | 725    | 0.761  | 4    | 26     | 0.154 |

## Phase Finale (Yokohama, Yokohama Arena)

### Résultats
| No | Date     | Match               | Résultat | Sets  | Sets  | Sets  | Sets  | Sets  | Points | Points |
| No | Date     | Match               | Résultat | 1     | 2     | 3     | 4     | 5     | pour   | contre |
| -- | -------- | ------------------- | -------- | ----- | ----- | ----- | ----- | ----- | ------ | ------ |
| 55 | 09-07-08 | Brésil - États-Unis | 3-0      | 25-19 | 25-19 | 25-23 |       |       | 75     | 61     |
| 56 | 09-07-08 | Chine - Italie      | 2-3      | 25-22 | 27-29 | 25-20 | 20-25 | 9-15  | 106    | 111    |
| 57 | 09-07-08 | Japon - Cuba        | 1-3      | 25-19 | 23-25 | 18-25 | 19-25 |       | 85     | 94     |
| 58 | 10-07-08 | Chine - Cuba        | 1-3      | 21-25 | 25-20 | 24-26 | 16-25 |       | 86     | 96     |
| 59 | 10-07-08 | Italie - Brésil     | 0-3      | 20-25 | 17-25 | 23-25 |       |       | 60     | 75     |
| 60 | 10-07-08 | Japon - États-Unis  | 2-3      | 28-26 | 20-25 | 25-22 | 20-25 | 11-15 | 104    | 113    |
| 61 | 11-07-08 | Brésil - Chine      | 3-1      | 25-18 | 25-16 | 21-25 | 25-18 |       | 96     | 77     |
| 62 | 11-07-08 | Cuba - États-Unis   | 3-2      | 22-25 | 17-25 | 25-18 | 25-21 | 15-11 | 104    | 100    |
| 63 | 11-07-08 | Japon - Italie      | 3-0      | 25-23 | 25-22 | 26-24 |       |       | 76     | 69     |
| 64 | 12-07-08 | Brésil - Cuba       | 3-0      | 25-14 | 25-15 | 25-20 |       |       | 75     | 49     |
| 65 | 12-07-08 | Italie - États-Unis | 3-1      | 25-17 | 26-28 | 25-19 | 25-19 |       | 101    | 83     |
| 66 | 12-07-08 | Japon - Chine       | 1-3      | 17-25 | 30-28 | 15-25 | 21-25 |       | 83     | 103    |
| 67 | 13-07-08 | États-Unis - Chine  | 3-2      | 25-23 | 25-19 | 22-25 | 21-25 | 17-15 | 110    | 107    |
| 68 | 13-07-08 | Cuba - Italie       | 3-1      | 28-30 | 25-18 | 25-23 | 25-19 |       | 103    | 90     |
| 69 | 13-07-08 | Japon - Brésil      | 0-3      | 23-25 | 23-25 | 19-25 |       |       | 65     | 75     |

### Classement Final
| No | Équipe     | Points | Matchs | Matchs | Points | Points | Points | Sets | Sets   | Sets   |
| No | Équipe     | Points | Gagnés | Perdus | Pour   | Contre | Ratio  | Pour | Contre | Ratio  |
| -- | ---------- | ------ | ------ | ------ | ------ | ------ | ------ | ---- | ------ | ------ |
| 1  | Brésil     | 10     | 5      | 0      | 396    | 312    | 1,269  | 15   | 1      | 15,000 |
| 2  | Cuba       | 9      | 4      | 1      | 446    | 436    | 1,023  | 12   | 8      | 1,500  |
| 3  | Italie     | 7      | 2      | 3      | 431    | 443    | 0,973  | 7    | 12     | 0,583  |
| 4  | États-Unis | 7      | 2      | 3      | 467    | 491    | 0,951  | 9    | 13     | 0,692  |
| 5  | Chine      | 6      | 1      | 4      | 479    | 496    | 0,966  | 9    | 13     | 0,692  |
| 6  | Japon      | 6      | 1      | 4      | 413    | 454    | 0,910  | 7    | 12     | 0,583  |

## Distinctions individuelles

### Meilleures statistiques lors du tour préliminaire
- Meilleure marqueuse : Seda Tokatlıoğlu  Turquie
- Meilleure attaquante : Ruirui Zhao  Chine
- Meilleure contreuse : Nancy Carrillo de la Paz  Cuba
- Meilleure serveuse : Saori Kimura  Japon
- Meilleure défenseur : Agata Sawicka  Pologne
- Meilleure passeuse : Nootsara Tomkom  Thaïlande
- Meilleure réceptionneuse : Miyuki Kano  Japon
- Meilleure Libéro : Paola Cardullo  Italie

### Meilleures statistiques lors de la phase finale
- MVP : Marianne Steinbrecher  Brésil
- Meilleure Marqueuse : Megumi Kurihara  Japon
- Meilleure Attaquante : Daimí Ramírez  Cuba
- Meilleure Contreuse : Walewska Oliveira  Brésil
- Meilleure Serveuse : Megumi Kurihara  Japon
- Meilleure Passeuse : Yoshie Takeshita  Japon
- Meilleure Libéro : Yuko Sano  Japon

## Tableau final
| Place                     | Équipe                 |
| ------------------------- | ---------------------- |
| Médaille d'or, monde      | Brésil                 |
| Médaille d'argent, monde  | Cuba                   |
| Médaille de bronze, monde | Italie                 |
| 4                         | États-Unis             |
| 5                         | Chine                  |
| 6                         | Japon                  |
| 7                         | Turquie                |
| 8                         | Allemagne              |
| 9                         | République dominicaine |
| 10                        | Pologne                |
| 11                        | Thaïlande              |
| 12                        | Kazakhstan             |